# استیون ان. نیومن
استیون ان. نیومن (به انگلیسی: Steven L. Newman) (زاده ۱۹۶۷) کارآفرین، بازرگان و مدیر ارشد اجرایی آمریکایی است، که در حال حاضر به‌عنوان مدیر عامل اجرایی و رییس هیئت مدیره شرکت ترانزاوشن فعالیت می‌کند.